# Victor Orthophonic Victrola

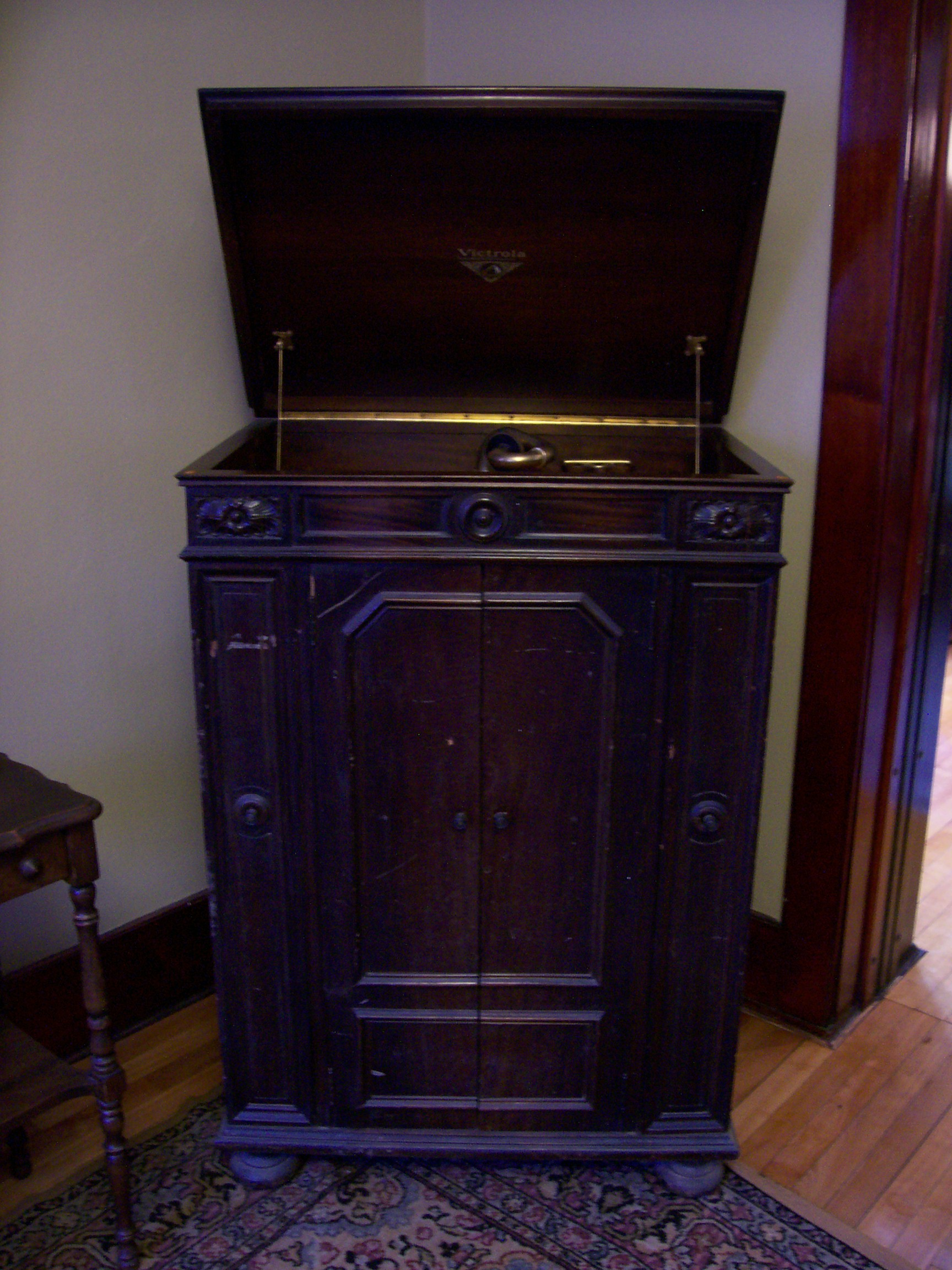
Credenza Orthophonic Victrola.

Le Victor Orthophonic Victrola est le premier phonographe grand public conçu spécifiquement pour lire des disques phonographiques enregistrés électriquement, et dont la première démonstration publique a eu lieu en 1925. Cette combinaison est reconnue comme une avancée majeure dans le domaine de la reproduction sonore.

## Histoire
L'enregistrement électrique est mis au point par Western Electric, bien qu'un premier processus électrique ait été développé par Orlando R. Marsh, propriétaire et fondateur d'Autograph Records. Western Electric fait la démonstration de son procédé aux deux principales maisons de disques, Victor et Columbia, qui n'étaient initialement pas disposées à l'adopter car elles pensaient qu'il rendrait obsolète l'ensemble de leurs catalogues de disques existants. Cependant, les revenus insuffisants de l'industrie du disque, dus à l'essor du nouveau média qu'est la radio, obligent bientôt Victor et Columbia à se lancer dans l'enregistrement électrique expérimental.
Une publicité de Wanamaker datant du 31 octobre 1925 invitait les gens à se rendre au Wanamaker's Salon of Music et à « se joindre à la foule » qui « entendait le nouveau Victor Orthophonic Victrola... imaginant les interprètes présents... clignant des yeux incrédules » et promettant « que l'on ne l'oubliera jamais même si l'on vivait jusqu'à cent ans! »
L'Orthophonic devient un symbole de statut social. Le père de Liberace, par exemple, bien que sans emploi, entretenait son image d'« artiste » en « possédant le meilleur tourne-disque disponible », un « Orthophonic Victrola très spécial ».